# Corredor polonès

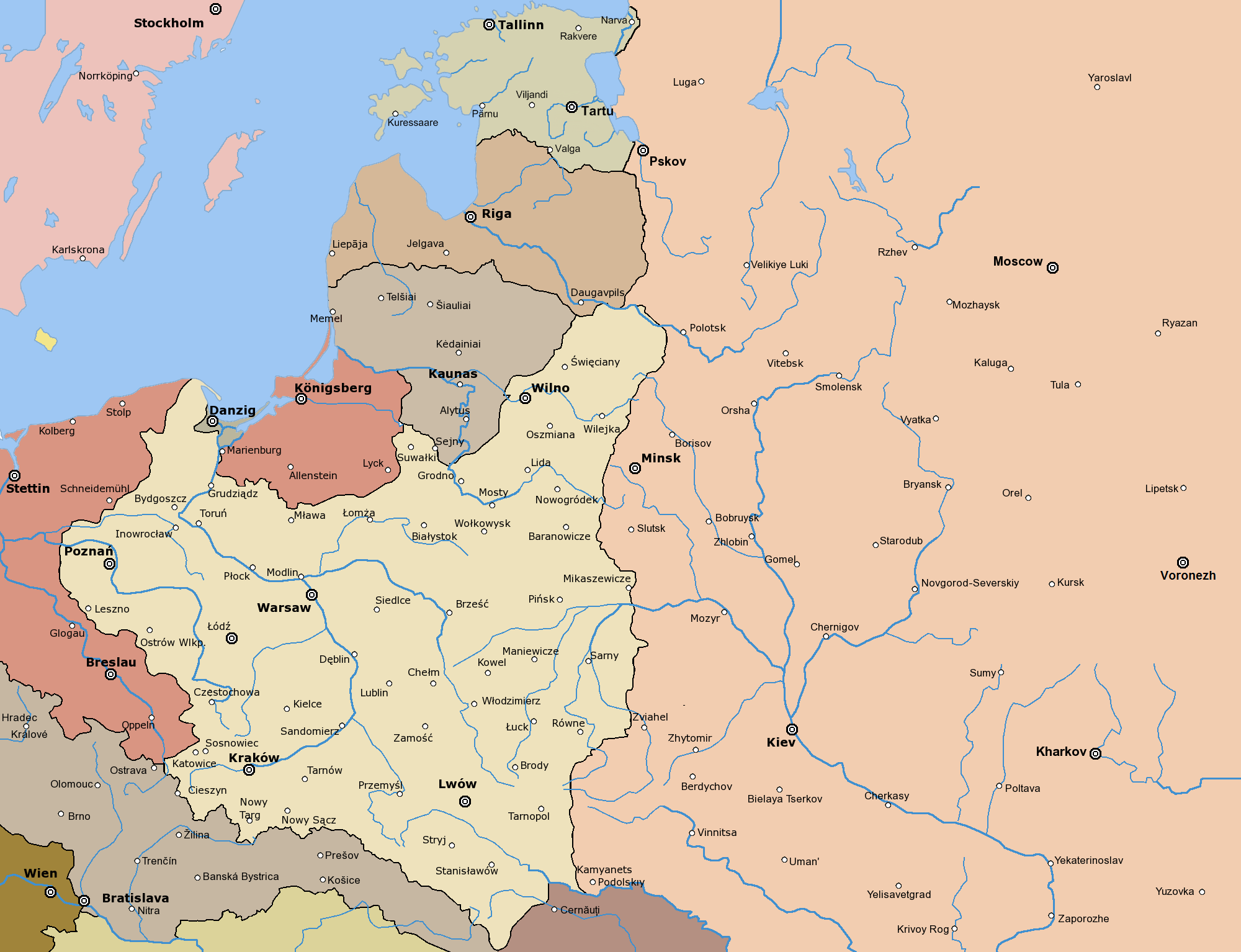
Mapa de Polònia entre 1922 i 1938

El corredor polonès, passadís polonès, corredor de Danzig o corredor de Gdańsk és la denominació del territori creat en el tractat de Versalles que s'estenia al llarg del riu Vístula, per dotar Polònia d'un accés al mar Bàltic, a costa de territori que fins aquell moment pertanyia a la Pomerània de Prússia.
Aquesta mesura va deixar el territori de Prússia oriental aïllat de la resta d'Alemanya per via terrestre. El 24 d'octubre de 1938, el govern alemany va demanar a Varsòvia la devolució de la Danzig («territori lliure» des de 1918, desmilitaritzat i unit amb duanes a Polònia) i el permís per tendir una línia fèrria i una carretera a través del corredor polonès, sota l'estatut d'extraterritorialitat. Varsòvia va rebutjar la sol·licitud i va recórrer a Gran Bretanya a la recerca d'ajuda en cas d'una possible agressió. Neville Chamberlain va proposar l'acció conjunta de França, Gran Bretanya i la Unió Soviètica en suport de Polònia. Varsòvia va rebutjar la proposta britànica, mentre contraproposava un tractat anglopolonès d'ajuda mútua. Aquesta decisió polonesa va deixar a Hitler la possibilitat de negociar amb la Unió Soviètica. D'aquesta forma, es va precipitar la invasió de Polònia l'1 de setembre de 1939, cosa que va donar inici a la Segona Guerra Mundial.
Acabada la guerra, el corredor polonès i la part meridional de Prússia oriental van passar a formar part de Polònia, després de la capitulació d'Alemanya. Aquest dictamen va ser reconegut per la República Democràtica Alemanya (RDA) el 1953 i per la República Federal d'Alemanya (RFA) el 1970.